# Antigenes funebris
Antigenes funebris là một loài bọ cánh cứng trong họ Cerambycidae.